# Niobate
Als Niobate werden die Salze bezeichnet, die sich von Niobsäuren ableiten.
Meta-Niobate haben die allgemeinen Formel MNbO3 (z. B. Kaliumniobat). Es handelt sich um Doppeloxide mit einer Perowskit-Struktur, die somit keine isolierten NbO3−-Ionen enthalten. Sie sind wegen ihrer optischen, ferroelektrischen und piezoelektrischen Eigenschaften von Interesse.
Die Niobate der Lanthanoide LnNbO4 (mit Ln = Lanthanoid) enthalten isolierte NbO43−-Ionen.
Ortho-Niobate mit der allgemeinen Formel M4Nb2O7 (M = einwertiges Metallion) sind Halbleiter.
Es sind auch Niobate mit der Zusammensetzung M8Nb6O19 und Na14Nb12O37 bekannt. 

## Vorkommen
In der Natur kommen Niobate in Form verschiedener anerkannter Minerale vor, so unter anderem
- XNbO3: Goldschmidtit (KNbO3), Lueshit (NaNbO3, orthorhombisch), Isolueshit (NaNbO3, kubisch) und Pauloabibit (NaNbO3, trigonal)
- XNbO4: Bismutocolumbit (BiNbO4), Fergusonit-(Y) (YNbO4), Klinofergusonit-(Ce) (CeNbO4), Klinofergusonit-(Nd) (NdNbO4), Klinofergusonit-(Y) (YNbO4), Nioboheftetjernit (ScNbO4), Rossovskyit (Fe3+NbO4), Stibiocolumbit (SbNbO4)
- XNb6O19: Hansesmarkit (Ca2Mn2Nb6O19·20H2O), Melcherit (Ba2Na2Mg[Nb6O19]·6H2O), Peterandresenit (Mn4Nb6O19·14H2O)